# Гонзало Лира
Гонзало Ангел Кинтиљо Лира Лопез (шп. Gonzalo Ángel Quintilio Lira López; Бербанк, 29. фебруар 1968 — 12. јануар 2024) био је чилеанско-амерички књижевник, режисер, политички коментатор и јутјубер. Био је познат по својим видео записима о маносфери, русофилском ставу о рату у Украјини и пиночетистичком ставу о чилеанском пучу 1973. године. Нестао је у Украјини 15. априла 2022. године током инвазије Русије на Украјину. Након што се појавио, заробљен је и умро је од упале плућа у затвору.

## Биографија
Рођен је у Бербанку, Калифорнија, 29. фебруара 1968. године. Живео је у долини Сан Фернандо, Лос Анђелесу, Њујорку, Мајамију и такође у Гвајакилу. Дипломирао је историју и филозофију 1995. године на Дартмут колеџу. Године 1997. објавио је књигу Tomáh Errázurih.
Након што се настанио на Менхетну 1998. године, Лира је написао, продуцирао и режирао кратки филм, So Kinky. Године 2002. написао је књигу Acrobat по којој је Miramax снимио филм. Исте године се вратио у Чиле и почео да продуцира и пише на шпанском. Године 2006. Лира је био  коаутор, продуцент и режисер филма Secuestro. Био је један од програмера видео игре Soldier of Fortune.
Између 2010. и 2012. године Лира је на свом блогу објављивао економске анализе и дао прогнозу о хиперинфлацији која је угрозила амерички долар. Живео је неко време у Лондону, пре него што се преселио у Харков.
Године 2017. Лира је био активан на друштвеним мрежама, посебно на YouTube-у, под именом Coach Red Pill (CRP). Четири године касније, избрисао је већину свог CRP садржаја и почео да објављује под својим правим именом.
Умро је 12. јануара 2024. године у украјинском затвору.

## Инвазија Русије на Украјину
Током почетка инвазије Русије на Украјину у фебруару 2022. године боравио је у украјинској престоници Кијеву, где је на свом YouTube каналу изнео оцену онога што се дешава из проруске перспективе. Посебно је навео да „иако Украјина може победити у пропагандном рату, Русија побеђује у правом рату заузимањем територије. Већ 15% територије Украјине је под контролом руске војске". Овај видео је приказан исечен на руској државној телевизији без Лириног одобрења, што је довело до тога да буде избачен из хотела у Кијеву у којем је боравио. Гонзало је желео да се врати у Харков са породицом, што му је и успело након инцидента. Лира је критиковао власт Володимира Зеленског и олигарха Игора Коломојског.
Дана 17. априла 2022. године, Џорџ Галовеј, бивши британски посланик, објавио је у свом телевизијском програму MOATS да интервју са Лиром заказан за тај дан не може да се обави због његовог нестанка у Украјини. Пријатељи и рођаци Лире потврдили су да су изгубили контакт са њим 15. априла. Нестанак је потврдило Министарство спољних послова Чилеа.
Чилеанске новине El Ciudadano и интернет портал Revista de Frente сматрају да је Лиру киднаповала Служба безбедности Украјине (СБУ).

## Филмографија
- So Kinky (1998)
- Secuestro (2006)

## Дела
- Lira, Gonzalo (1997). Tomáh Errázurih. Santiago: Grijalbo Mondadori. ISBN 978-956-258-057-1.
- Lira, Gonzalo (1998). Counterparts. New York: G.P. Putnam Sons. ISBN 978-0-399-14312-0.
- Lira, Gonzalo (2002). Acrobat. New York: St Martin's Press. ISBN 978-0-312-28694-1.